# Kungariket Mataram

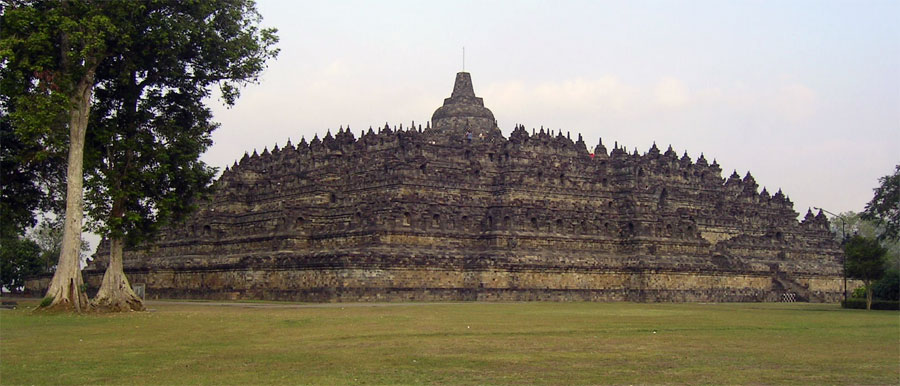
Borobudur.

Kungariket Mataram även kallat Medang, var ett hindu-buddhistiskt kungarike på centrala och senare även östra Java från 732 till 1017. Det räknas som den första större statsbildningen på ön Java. Som lokal stormakt på Java var det föregångare till Shrivijayariket. 
Medang grundades av kung Sanjaya 732 och regerades av Sailendradynastin. Sanjaya var systerson till kung Sanna, en kung i Sundariket, vars rike upplöstes vid hans död. Sanjaya lyckades efter hans död ena landområden kring sin bas och bilda ett kungarike. 
Riket livnärde sig på risodling och en viss sjöhandel och utvecklade en sofistikerad och välmående civilisation. Under 800-talet upplevde det en stor kulturell blomstring av javanesiska kultur, och många tempel uppfördes under denna tid, bland dem det berömda Borobudur. Vid mitten av 800-talet var Medang en lokal stormakt på Java. Det erövrades av Shrivijayariket 1016-1017. Airlangga, son till kung Udayana Warmadewa av Bali och Mahendradatta av Medang och därmed systerson till Medangs sista kung, lyckades återupprätta Medang under namnet kungariket Kahuripan på östra Java. 